# Paul Elzey
Paul Vincent Elzey (* 13. Mai 1946 in Toledo, Ohio; † 29. September 1989 ebenda) war ein US-amerikanischer American-Football-Spieler. Er spielte eine Saison auf der Position des Linebackers für die Cincinnati Bengals in der American Football League.

## College
Elzey besuchte von 1965 bis 1968 die University of Toledo, wo er für die Toledo Rockets College Football und Ringen ausübte. Er wurde zum ersten Athleten, der die Mid-American Conference in zwei verschiedenen Sportarten gewann.

## Profisport

### Baltimore Colts
Im NFL Draft 1968 wurde Elzey als 126. Spieler in der fünften Runde von den Baltimore Colts ausgewählt.

### Cincinnati Bengals
Vor dem 10. Spieltag der AFL verpflichteten die Cincinnati Bengals Elzey, entließen ihn aber bereits vor dem letzten Spieltag.

## Nach dem Football
Nach seiner Karriere als Footballspieler arbeitete er als Wrestlingtrainer an einer Highschool. Er starb am 29. September 1989 im Alter von 43 Jahren an den Folgen eines Autounfalls.